# Opasan metod
Opasan metod (енгл. A Dangerous Method) film je iz 2011. koji se bavi odnosom Sigmunda Frojda i Karla Gustava Junga, i obuhvata period od njihovog početnog upoznavanja do idejnog razilaženja. Glavne uloge tumače Mihael Fasbender kao Karl Gustav Jung, Vigo Mortensen kao Sigmund Frojd i Kira Najtli kao Sabina Špilrajn. Reditelj filma je Dejvid Kronenberg.
Film obeležava treću uzastopnu saradnju Kronenberga i Viga Mortinsena (nakon filmova Nasilnička prošlost i Ruska obećanja). Ovo je i treći Kronenbergov film čiji je producent Britanac Džeremi Tomas, nakon što su zajedno radili na adaptaciji filma Goli ručak Vilijama Barousa, te Sudar Džejmsa Balarda. Film je izvršio svoju premijeru na filmskom festivalu u Veneciji, te se pojavio i na filmskom festivalu u Torontu 2011.